# British Independent Film Awards 2002
La cerimonia di premiazione della 5ª edizione dei British Independent Film Awards si è svolta il 30 ottobre 2002 al nightclub Pacha di Londra ed è stata presentata da Johnny Vaughan.

## Vincitori e candidati
I vincitori sono indicati in grassetto.

### Miglior film indipendente britannico
- Sweet Sixteen, regia di Ken Loach
- Bloody Sunday, regia di Paul Greengrass
- Morvern Callar, regia di Lynne Ramsay
- Sognando Beckham (Bend It Like Beckham), regia di Gurinder Chadha
- The Lawless Heart, regia di Neil Hunter e Tom Hunsinger

### Miglior regista
- Paul Greengrass - Bloody Sunday
- Neil Hunter e Tom Hunsinger - The Lawless Heart
- Ken Loach - Sweet Sixteen
- Lynne Ramsay - Morvern Callar

### Premio Douglas Hickox al miglior regista esordiente
- Lindy Heymann e Christian Taylor - Showboy
- Duncan Roy - AKA
- Paul Sarossy - Mr In-Between
- Kirsten Sheridan - Disco Pigs

### Miglior sceneggiatura
- Neil Hunter e Tom Hunsinger - The Lawless Heart
- Paul Greengrass - Bloody Sunday
- Paul Laverty - Sweet Sixteen
- Lynne Ramsay e Liana Dognini - Morvern Callar

### Miglior attrice
- Samantha Morton - Morvern Callar
- Elaine Cassidy - Disco Pigs
- Shirley Henderson - Villa des roses
- Harriet Walter - Villa des roses

### Miglior attore
- James Nesbitt - Bloody Sunday
- Richard Harris - My Kingdom
- Bill Nighy - The Lawless Heart
- Timothy Spall - Tutto o niente (All or Nothing)

### Miglior esordiente
- Martin Compston - Sweet Sixteen
- Kathleen McDermott - Morvern Callar
- Parminder Nagra - Sognando Beckham (Bend It Like Beckham)
- William Ruane - Sweet Sixteen

### Miglior produzione
- 24 Hour Party People, regia di Michael Winterbottom
- Morvern Callar, regia di Lynne Ramsay
- Revengers Tragedy, regia di Alex Cox
- Villa des roses, regia di Frank Van Passel

### Miglior contributo tecnico
- Alwin Kuchler - Morvern Callar
- Ivan Strasburg - Bloody Sunday
- Scott Thomas - The Lawless Heart
- Mark Tildesley - 24 Hour Party People

### Miglior film indipendente straniero in lingua inglese
- Lantana, regia di Ray Lawrence
- Ghost World, regia di Terry Zwigoff
- Ivans xtc, regia di Bernard Rose
- Lost in La Mancha, regia di Terry Gilliam

### Miglior film indipendente straniero in lingua straniera
- Monsoon Wedding - Matrimonio indiano (Monsoon Wedding), regia di Mira Nair
- Nove regine (Nueve reinas), regia di Fabián Bielinsky
- Parla con lei (Hable con ella), regia di Pedro Almodóvar
- Y tu mamá también - Anche tua madre (Y tu mamá también), regia di Alfonso Cuarón

### Premio per l'eccezionale contributo di un attore
- Richard Harris (postumo)

### Miglior campagna di distribuzione
- Christie Malry's Own Double Entry, regia di Paul Tickell

### Premio Variety
- Ewan McGregor

### Premio alla carriera
- George Harrison (postumo)